# دی ۱۳۹۰
دی ۱۳۹۰، دهمین ماه سال ۱۳۹۰ خورشیدی است.
آغاز آن پنجشنبه: ‎۱ دی ۱۳۹۰ (۲۲ دسامبر ۲۰۱۱) میلادی

مطابق با 26 محرم ۱۴۳3 قمری می‌باشد.